# Nicolas Pesce
Nicolas Pesce És més conegut per dirigir i escriure les pel·lícules de terror The Eyes of My Mother (2016), Piercing (2018) i The Grudge (2019).

## Vida i carrera
Nicolas Pesce va néixer a la ciutat de Nova York en una família brasilera. El seu debut teatral, The Eyes of My Mother, es va estrenar a la secció NEXT al Festival de Cinema de Sundance el 22 de gener de 2016. El proper llargmetratge de Pesce, Piercing es va estrenar al Festival de Cinema de Sundance el 20 de gener de 2018. El tercer llargmetratge de Pesce, The Grudge, la quarta entrega de la sèrie The Grudge es va estrenar el 3 de gener de 2020 als Estats Units, després d'haver començat el seu llançament internacional el 31 de desembre de 2019. Al gener de 2023, la darrera pel·lícula de Pesce, Visitation, estava en producció a Irlanda amb Olivia Cooke i Isla Johnston de protagonistes.

## Filmografia

### Llargmetratges
| Any        | Títol                 | Director | Guionista | Notes                              |
| ---------- | --------------------- | -------- | --------- | ---------------------------------- |
| 2016       | The Eyes of My Mother | Sí       | Sí        | Debut com a director; també editor |
| 2018       | Piercing              | Sí       | Sí        |                                    |
| 2019       | The Grudge            | Sí       | Sí        |                                    |
| A anunciar | Visitation            | Sí       | No        | Post-producció                     |

### Curtmetratges
| Any  | Títol         | Director | Guionista | Notes                                                          |
| ---- | ------------- | -------- | --------- | -------------------------------------------------------------- |
| 2018 | The Caretaker | Sí       | Sí        | pel·lícula en 3D; codirigida amb Adam Donald i Jacob Wasserman |